# Rhodophthitus imperialis
Rhodophthitus imperialis är en fjärilsart som beskrevs av Max Joseph Bastelberger 1907. Rhodophthitus imperialis ingår i släktet Rhodophthitus och familjen mätare. Inga underarter finns listade.